# Roman Zozulya
Roman Vyacheslavovych Zozulya (Kiev, 17 de novembro de 1989) é um futebolista profissional ucraniano que atua como atacante. Atualmente, joga no Albacete.

## Carreira
Roman Zozulya fez parte do elenco da Seleção Ucraniana de Futebol da Eurocopa de 2016.